# Загидуллина, Марина Викторовна
Мари́на Ви́кторовна Загиду́ллина (род. 27 января 1965, Щучье, Курганская область) — российский литературовед, публицист, культуролог, доктор филологических наук, профессор кафедры теории массовых коммуникаций Челябинского государственного университета, почётный работник сферы образования Российской Федерации, автор трудов по истории русской литературы, культурологии, журналистике и массовым коммуникациям.
Участница Википедии.

## Биография
Марина Викторовна Шишмаренкова родилась 27 января 1965 года в городе Щучье Щучанского района Курганской области в семье и директора школы Виктора Кирилловича Шишмаренкова (1937—2009) и учительницы Галины Яковлевны (1933—2005). С 1970 года живёт в Челябинске.
Филолог в третьем поколении (бабушка, Софья Абрамовна Гейдена (1909—1980) — выпускница Ленинградского государственного педагогического института им. Герцена, учитель русского языка и литературы, директор школы в деревне Сметанино Смоленской области, мать — Шишмаренкова Галина Яковлевна (1933—2005), выпускница Смоленского государственного педагогического института, доктор педагогических наук, профессор, специалист по методике преподавания литературы в школе).
Училась в челябинской средней школе № 89, которую окончила в 1982 году с золотой медалью. В том же году поступила на филфак Челябинского государственного университета, в 1987 году закончила филологический факультет с красным дипломом, по распределению была направлена работать в среднюю школу № 58 Советского района города Челябинска.
В 1992 году защитила в УрГУ имени А. М. Горького кандидатскую диссертацию по теме «Традиции Пушкина в романах Достоевского». С августа 1992 года переведена на работу в Челябинский государственный университет на филологический факультет. В 1999 году получила звание доцента.
В 2002 году защитила в УрГУ имени А. М. Горького докторскую диссертацию «Классические литературные феномены как историко-функциональная проблема». В 2003 году возглавила кафедру теории массовых коммуникаций факультета журналистики . В 2009 году получила звание профессора. В 2012-2013 годах возглавляла Институт гуманитарного образования ЧелГУ. С 2013 года — профессор кафедры теории массовых коммуникаций ЧелГУ.
Член Ученого совета ЧелГУ с 2005 года, обладатель почетного знака «За заслуги перед профессиональным сообществом» Союза журналистов России (2006), аккредитованный эксперт Федерального реестра экспертов научно-технической сферы (2012).

## Преподавательская деятельность
За время работы на филологическом факультете читала курсы истории русской литературы XIX—XX века, спецкурс по изучению авторской позиции, курсы истории зарубежной литературы XIX и XX веков. На факультете журналистики читала курсы «Основы теории литературы», «Современная литература», «Актуальные проблемы современной науки и журналистика», «Актуальные проблемы современности и журналистика», «Философские основы науки и современного журнализма», «Журналистика как социокультурный феномен». Выпустила учебное пособие «Актуальные проблемы современности как гносеологическая проблема», признанное лучшей учебной книгой 2009 года в рамках конкурса «Южноуральская книга — 2009», а также получила за это пособие почетную грамоту СПбГУ.
По её инициативе открыта первая на Южном Урале магистратура по журналистике, а также аспирантура по научной специальности 10.01.10 — журналистика. С 2011 года руководит магистратурой по журналистике в ЧелГУ. С 2006 года по 2014 год под её руководством защитились 14 кандидатов наук. С 2013 года возглавляет диссертационный совет 212.296.05 по специальностям 10.01.10 — журналистика и 10.02.19 — теория языка при Челябинском государственном университете.
Проходила повышение квалификации в СПбГУ(1999), в FOJO (2006, Кальмар, Швеция), по обмену опытом в 1992 году в США, в 1997 году в Великобритании (TEMPUS), в 2005 по программе Госдепартамента США прошла двухнедельный курс знакомства с журналистским образованием в Америке.
Одной из первых в университете освоила программу Adobe.Connect.Pro, позволяющую вести вебинары, а также программу Moodle, обеспечивающую контроль за самостоятельной работой студентов. С 2012 года изучает возможности e-learning как прогрессивного направления в образовании.

## Научная деятельность
Автор монографии «Пушкинский миф в конце XX века» (2001) и ряда статей, исследующих отечественную классическую литературу в современном интеллектуальном пространстве, а также место классики в массовом сознании и массовой литературе.
Миф о писателе как универсальный феномен складывается ещё во время его жизни и не меняет своих базовых значений, хотя проекции мифа в разные моменты времени могут колебаться от сакральных до профанных.
В докторской диссертации, основанной на этой монографии, введено понятие «внутрицеховой рецепции» (влияние писателей друг на друга в рамках профессионально-замкнутого круга, подчиняющегося особым правилам поведения), а также рассмотрены такие формы экстралитературного существования мифа о писателе, как включение в политический дискурс, в китчевые формы культуры, а также формирование ритуальных практик.
Один из теоретиков понятия «ремейк» в литературоведении, разработала концепцию неустранимости ценностного ядра классического текста в оболочке любого ремейка, в том числе полемичного и профанизирующего.
В 2008 году выпустила трехтомное научное исследование «Рацион», участник конференций и симпозиумов, исследующих пищевые коды культуры и антропологию питания.
Активно исследует информационное пространство и особенности медиаповедения населения, занимается проблемами медиатизации науки. Уточняет теоретическое содержание понятия «информационная потребность», проводит масштабные социологические исследования по медиаповедению населения, в том числе его включенности в интернет-пространство, ставит проблему сознательного «бегства из сетей» как яркого симптома современности.
Редактор журнала «Вестник ЧелГУ. Сер. Филология. Искусствоведение» (с 2014 года), главный редактор журнала «Знак: проблемное поле медиаобразования» (с 2006 года), редактор ежегодника «Медиасреда» Челябинского государственного университета (с 2007 года), ежегодника «Горизонты цивилизации: Аркаимские чтения» (с 2010 года), журнала Челябинского научного центра «Челябинский гуманитарий».
Председатель оргкомитета ежегодной конференции «Горизонты цивилизации: Аркаимские чтения», научно-практической конференции преподавателей направления «журналистика» ЧелГУ. Кроме того, с 2006 года во время так называемой «большой воды» на реках Башкирии, Южного и Среднего Урала организует ежегодную конференцию-рафтинг «Медиасреда» — это уникальное соединение спортивного и научного форматов .
В конкурсе на лучшую российскую работу в области STS (science and technology studies) в мае 2014 года заняла 4 место («Технологии дополненной телесности:куклы Monster High и случай Писториуса»).
Индекс Хирша 8 (в российском индексе научного цитирования РИНЦ) , h index 1 (в международной системе Scopus) .
Автор ряда научно-популярных книг, в том числе «Прадедушка Аркаим» (2012), «Кузина Журналистика» (2013).
Научный редактор и один из авторов 4 коллективных монографий , автор 184 научных работ, ряда статей в журналах «Знамя», «Октябрь», «Новое литературное обозрение».
Руководитель и исполнитель грантов Минобрнауки РФ, госбюджетной тематики, РГНФ, лауреат конкурса грантов МГГУ им. Шолохова. В 2016 году выиграла как руководитель грант Российского научного фонда по теме «Ментально-языковые трансформации русской лингвокультурной личности: поиск идентичности в медиатизированном обществе» № 16-18-02032 (2016—2018 гг.), основной исполнитель гранта Российского научного фонда № 18-18-00007 «Медиаэстетический компонент современной коммуникации».

## Общественная деятельность
Инициатор проекта «Доступная классика» , предполагающего сбор народных средств на издание текстов классических произведений к юбилеям писателей, режиссёр и исполнитель любительских спектаклей, посвященных памятным датам , участник теле- и радиопередач, ведущая телешоу «Властелин кухни» (2008) регионального 31-го канала Челябинска, автор статей в местных газетах. В их числе цикл очерков «Открой Латинскую Америку» (2006, «Челябинский рабочий»), посвященный впечатлениям от поездки в Уругвай, Бразилию и Аргентину, «На посту» (2008, «Челябинский рабочий») — дневник об эксперименте, поставленном М. В. Загидуллиной на себе самой: семь недель Великого поста, выдержанного по правилам монастырей XVI века. Общественный резонанс имел проект «Book-вари» (интеллектуальное кафе — просветительский проект, 2007—2009, затем как виртуальная площадка интеллектуальных проектов).

## Судебный процесс за «лекции по Интернету»
В 2013 году уволилась с поста директора Института гуманитарного образования ЧелГУ по требованию ректора, в августе 2013 года против М. В. Загидуллиной было возбуждено уголовное дело по трем фактам выезда за границу без оформления командировок. Формальным основанием обвинения стали табели рабочего времени, которые М. В. Загидуллина подписывала как руководитель структурного подразделения и где указывалось рабочее время во все дни отсутствия.
В ходе предварительного следствия выяснилось, что выезды совершались в целях посещения международных конференций и налаживания международного сотрудничества, весь лекционный материал был вычитан (либо с помощью программы вебинаров Adobe. Connect. Pro и системы Moodle, либо перенесен на другое время). После четырёх месяцев расследования, допроса 29 свидетелей и изучения учёта рабочего времени в университете дело было закрыто по реабилитирующим основаниям (отсутствие состава преступления). Однако два месяца спустя коллектив выдвинул М. В. Загидуллину в кандидаты на пост ректора ЧелГУ . Сразу вслед за утверждением её кандидатуры в списке прокурор области А. П. Войтович лично отменил постановление следователя и возбудил дело повторно. Однако после двух месяцев расследования уголовное преследование М. В. Загидуллиной было прекращено. Тем не менее сразу за решением Аттестационной комиссии Министерства образования и науки РФ от 21.03.2014, когда в списке претендентов остались только М. В. Загидуллина и Д. А. Циринг, а действующему ректору в продолжении борьбы было отказано, дело было возбуждено в третий раз и М. В. Загидуллиной 20 мая 2014 г. было вынесено обвинение. Победу на выборах, состоявшихся 21.05.2014 года, одержала Д. А. Циринг.
Дело М. В. Загидуллиной было передано в суд 16 июля 2014 года. 21 июля 2014 года, отвечая на вопросы журналистов, зам.прокурора города Д. С. Бояринов заявил, что профессор обвиняется несанкционированных выездах за рубеж и получении зарплаты за все время отсутствия, в чтении лекций «по Скайпу», а также в том, что не все лекции были прочитаны. 23 июля 2014 года материал о суде над профессором «за лекции по Скайпу» опубликовала «Российская газета». После этого в Интернет-форумах и электронных СМИ развернулась дискуссия, связанная с обсуждением вопроса, правомерно ли электронное обучение, появился ряд телесюжетов, а на сайте change.org под петицией в защиту профессора М. В. Загидуллиной подписалось более 1500 человек. ЧелГУ официально снял все претензии к профессору.
31 июля 2014 года прокурор области А. П. Войтович на пресс-конференции, посвященной итогам первой половины года, на вопросы журналистов о деле М. В. Загидуллиной заявил, что «реальный срок ей не дадут», сам он с самого начала видел преступление в этом деле, а следователь — выпускник ЧелГУ, поэтому дело и закрывал . М. В. Загидуллина выступила с критикой этого заявления в своем блоге.
Судебное разбирательство шло в Калининском районном суде Челябинска . Было допрошено 40 свидетелей и изучены локально-нормативные акты университета и текущая документация. Ход разбирательства освещался блогерами и СМИ, подтверждавшими, что состав преступления во время разбирательства выявлен не был: табель заполнялся в соответствии с имеющимися документами (командировочным удостоверением, больничным и т. п.), а во всех случаях, когда никаких бумаг не было, ставились цифры по «балансу времени» независимо от того, находился ли человек в вузе или нет. Факт выполнения работы за границей согласно трудовому договору и должностным инструкциям тоже был установлен. Кроме того, выяснилось, что инкриминируемые изначально за три эпизода 83 тысячи рублей были рассчитаны бухгалтерией с включением грантов и премий, которые были бы получены Загидуллиной независимо от того, находилась бы она в отпуске или на работе . Оформление командировки повлекло бы за собой получение суммы в три раза большей (с учётом суточных) . Таким образом, мнение стороны обвинения оказалось, по мнению наблюдателей, не обоснованным.
Кроме того, возбуждение уголовного дело работниками ФСБ было осуществлено с множественными нарушениями. Выяснилось, что инициатор уголовного дела помощник ректора ЧелГУ Ф. С. Шарифуллин, одновременно являвшийся работником УФСБ по Челябинской области, лично допрашивал своего руководителя, ректора А. Ю. Шатина, занимая в университете должность, за которую он получал заработную плату, то есть находясь в зависимости от допрашиваемого .
Общественная реакция была неоднозначной: с одной стороны, многие участники дискуссий высказывали удовлетворение действиями прокуратуры, стремящейся навести порядок в российских вузах, и считали преступление серьёзным, с другой стороны, высказывались мнения о том, что прокуратура создает видимость деятельности, не прилагая никаких усилий к поимке настоящих преступников . Почти общим местом стало высказывание удивления, что современные технологии объявлены в образовании незаконными . М. В. Загидуллина высказала в ходе разбирательства мнение, что сейчас важно откорректировать законодательство: и связанное с использованием методов электронного обучения в вузах, и касающееся оформления инициативных поездок, не подпадающих под трудовые отношения, описанные в 166—168 статьях ТК РФ.
8 сентября 2014 года Калининский районный суд Челябинска вынес Марине Загидуллиной оправдательный приговор, обжалованный прокуратурой города. Дело профессора о «лекциях по Интернету» рассматривалась в областном суде 11 ноября 2014 года, оправдательный приговор был оставлен без изменения и вступил в законную силу.

## Награды
- Почётный работник сферы образования Российской Федерации, 20 августа 2019 года[59][60]
- Почетная грамота Министерства образования и науки Российской Федерации, 2012 год
- Грамота Губернатора Челябинской области «За многолетнюю плодотворную научно-преподавательскую деятельность», 2007 год
- Почётная грамота Министерства образования и науки Челябинской области, 2011 год
- Почётный знак «За заслуги перед профессиональным сообществом», Союз журналистов России, 2006 год
- Нагрудный знак «Почетный профессор ЧелГУ», 2016 год[61]